# Vittoppig tråding
Vittoppig tråding (Inocybe inodora) är en svampart som beskrevs av Velen. 1920. Enligt Catalogue of Life ingår Vittoppig tråding i släktet Inocybe,  och familjen Inocybaceae, men enligt Dyntaxa är tillhörigheten istället släktet Inocybe,  och familjen Crepidotaceae. Arten är reproducerande i Sverige. Inga underarter finns listade i Catalogue of Life.